# Aérodrome de Spa-La Sauvenière
L’aérodrome de Spa-La Sauvenière (appelé parfois aérodrome de Spa Malchamps) est un aérodrome belge situé à Spa en Région wallonne et dévolu à l'aviation de tourisme et au parachutisme. Il est par ailleurs un accès privilégié au circuit de Spa-Francorchamps pour les pilotes, notamment à l'occasion des grands-prix de F1.

## Caractéristiques
Situé sur la crête séparant Spa et Francorchamps, à proximité de la fagne de Malchamps, il se trouve à 6 kilomètres du circuit de Spa-Francorchamps
- Coordonnées géographiques : 50° 29′ 00″ N, 5° 54′ 41″ E
- Altitude : 470 mètres (1 542 pieds)
- Liaisons routières : autoroute E42/E421 à 6 km
- Piste asphaltée : asphalte PCN6F/A/W/U sur 800 m de long et 30 m de large
- Emprise de l'aérodrome : 76 ha
- Hangar à avions : 1 250 m2
- Code aérodrome OACI : EBSP

### Situation
| \| 50 km1:2 420 000 \| Amougies Arlon Cerfontaine Haren Latour Namur Saint-Hubert Spa · La Sauvenière Verviers Anvers Ostende · Bruges Bruxelles Charleroi · Bruxelles-Sud Courtrai Liège Beauvechain Bertrix Brustem Chièvres Coxyde Florennes Kleine-Brogel Melsbroek Moorsele Schaffen Weelde Zutendaal Gossoncourt Grimbergen Aéroport Aérodrome civil Aérodrome militaire |
| 50 km1:2 420 000 |

## Permis d'exploitation
En février 2013, l'aérodrome est fermé sous la pression du groupe Spadel qui craint la pollution de ses zones de captage d'eau issue de la fagne de Malchamps,. Les utilisateurs de l'aéroport réagissent vivement et le 6 avril 2013 une décision de justice ordonne sa réouverture,.